# 大坡蒙古族乡
大坡蒙古族乡，是中华人民共和国四川省凉山彝族自治州盐源县下辖的一个乡镇级行政单位。

## 行政区划
大坡蒙古族乡下辖以下地区：
大地村、吉米村、格居村、拉牯村和花椒坪村。